# زاميا سكينرية
زاميا سكينرية (الاسم العلمي:Zamia skinneri) هي نوع من النباتات تتبع جنس الزاميا من الفصيلة الزامية.